# Maurice Dekobra
Maurice Dekobra, född 26 maj 1885, död 1 juni 1973, var en fransk författare.
Dekobra genomreste som korrespondent stora delar av världen och utgav ett 20-tal romaner och novellsamlingar, utmärkta för sina stilistiskt lysande skildringar ur det kosmopolitiska livet. Främst bland hans arbeten står Les mémoires de Rat d Cave ou du cambriolage considéré comme un des beaux arts (1913), Le gentleman burlesque (1920), La madone des sleepings (1926, svensk översättning Madonnan i sovvagnen (1926), och Flammes de velours (1927). Dekobra utgav dessutom 1923 Le rire dans le brouillard en antologi över anglosaxisk humor.